# Cantonul Capendu
Cantonul Capendu este un canton din arondismentul Carcassonne, departamentul Aude, regiunea Languedoc-Roussillon, Franța.

## Comune
- Badens
- Barbaira
- Blomac
- Bouilhonnac
- Capendu (reședință)
- Comigne
- Douzens
- Floure
- Fontiès-d'Aude
- Marseillette
- Montirat
- Monze
- Moux
- Roquecourbe-Minervois
- Rustiques
- Saint-Couat-d'Aude
- Trèbes
- Villedubert